# 雑踏、僕らの街
「雑踏、僕らの街」（ざっとう、ぼくらのまち、英: Wrong World）は、5人組ガールズバンド・トゲナシトゲアリの6枚目のシングル。2024年4月5日に先行配信が開始され、5月22日にマキシシングルが発売された。

## 概要
表題曲「雑踏、僕らの街」はメンバーが声優としても参加しているテレビアニメ『ガールズバンドクライ』のオープニング曲として書き下ろされた。トゲナシトゲアリとガールズバンドクライは連動したプロジェクトであるため、アニメ開始後初の新曲となった今作は、デビュー曲「名もなき何もかも」に並ぶ本バンドの始まりの曲だと凪都は語っている。楽曲自体の難易度は非常に高く、特にBメロは変拍子となっているうえにドラムがフィルを叩いているため、メンバー全員が非常に苦労したという。
2曲目に収録されたカップリング曲「空の箱」（からのはこ、英: VOID）はガールズバンドクライ劇中にて、夕莉演じる河原木桃香がかつて所属していたバンド・ダイヤモンドダストの楽曲を、理名演じる井芹仁菜がカバーしたもの。第1話のラストシーンで使用された。若い頃の挫折や壁にぶつかる経験が題材となっている曲であり、夕莉は最も思い入れのある曲としてこの楽曲を挙げている。このほかにも桃香がダイヤモンドダストに所属していた際に歌唱したバージョン、桃香が路上で弾き語りしたバージョン、近藤玲奈演じるダイヤモンドダストのボーカル・ヒナが歌唱したバージョンが存在する。

## リリース
「雑踏、僕らの街」は2024年3月16日に行われたワンマンライブ「薄明の序奏」にて初披露された。4月5日には「空の箱」とともに先行配信され、5月22日に『誰にもなれない私だから』とともに発売された。5月28日にはTBSの音楽番組・PLAYLISTにてテレビ初披露された。

## 評価

### 雑踏、僕らの街
ライターのナカニシキュウは音楽ナタリーに寄せた『棘ナシ』のレビュー記事にて、「4分の4拍子と8分の6拍子が入り混じる〔中略〕変拍子や、それに付随するテクニカルでトリッキーなアレンジが耳を引くが、伝統的なJ-POPの作法に則ったキャッチーかつ開放的なサビメロが鎮座することによってポップソングとしての普遍性と親しみやすさをも兼ね備えた、隙のない1曲である。」と評している。
『紅蓮華』などで知られる音楽家の草野華余子は本作と「誰にもなれない私だから」に共通して「透明感の中にある鋭利な“トゲ”」を感じたと語り、「トゲナシトゲアリの音楽は青春の形見なんだ。青いから透き通っていて、青いから残酷なんだ。歪だけど洗練されていて、危ういまま胸を抉ってくる彼女たちの音楽、これからが楽しみです。」と評している。

### 空の箱
ライターのナカニシキュウは「楽曲そのものはフォーキーなメロディラインとハーモニー構造を有しており、“いかにもギターで作りました感”を強調したような作り。ただしアレンジ的にはまったくフォーク的ではなく、ディスコビートを思わせるオクターブベースやニューウェイブ色の強いギターカッティングなどが楽しめるオルタナティブな装いとなっている。」と評している。

## 収録曲
| #         | タイトル                                         | 作詞       | 作曲      | 編曲               | 時間  |
| --------- | ------------------------------------------------ | ---------- | --------- | ------------------ | ----- |
| 1.        | 「雑踏、僕らの街」                               | 大濱健悟   | 大濱健悟  | 玉井健二, 大濱健悟 | 3:04  |
| 2.        | 「空の箱」(井芹仁菜、河原木桃香)                 | 松原さらり | 南田健吾  | 玉井健二, 南田健吾 | 3:05  |
| 3.        | 「空の箱」((Vo.河原木桃香) / ダイヤモンドダスト) |            |           |                    | 1:18  |
| 4.        | 「雑踏、僕らの街」(Instrumental)                 |            |           |                    | 3:04  |
| 5.        | 「空の箱」(井芹仁菜、河原木桃香 / Instrumental)  |            |           |                    | 3:04  |
| 合計時間: | 合計時間:                                        | 合計時間:  | 合計時間: | 合計時間:          | 13:35 |

## カバー
- MyGO!!!!!［高松燈（羊宮妃那）］ - ゲーム『バンドリ! ガールズバンドパーティ!』に収録（2024年9月17日追加）。
- DOLLCHESTRA［村野さやか（野中ここな）、夕霧綴理（佐々木琴子）］ - ゲーム『Link!Like!ラブライブ!』に収録（2025年1月18日追加）。